# Ligne Hibiya
La ligne Hibiya (日比谷線, Hibiya-sen) est une ligne du métro de Tokyo au Japon gérée par la compagnie Tokyo Metro. Elle relie la station de Naka-Meguro à la station de Kita-Senju.  Elle est officiellement désignée ligne 2. Sur les cartes, la ligne est de couleur grise et identifiée par la lettre H.

## Histoire
La première section de la ligne Hibiya ouvre le 28 mars 1961 entre Minami-senju et Naka-Okachimachi. En mai 1962, la ligne est prolongée entre Kita-Senju d'une part et Ningyōchō d'autre part. En mars 1964, le tronçon Naka-Meguro–Kasumigaseki entre en service. Le dernier segment entre Higashi-Ginza et Kasumigaseki est inauguré le 29 août 1964, quelques semaines avant les Jeux olympiques d'été de 1964.
Le 20 mars 1995, la ligne est touchée par l'attentat au gaz sarin dans le métro de Tokyo.
Le 8 mars 2000, un déraillement à la station Naka-Meguro suivi d'une collision avec une rame arrivant en sens inverse fait 5 morts et 63 blessés.
Le 6 juin 2020, la station Toranomon Hills ouvre entre les stations Kamiyachō et Kasumigaseki.

## Caractéristiques

### Interconnexions
La ligne Hibiya est interconnectée à Kita-Senju avec la ligne Skytree de la compagnie Tōbu. De 1964 à 2013, la ligne est aussi interconnectée avec la ligne Tōyoko de la compagnie Tōkyū (cette dernière étant désormais reliée à la ligne Fukutoshin).

### Tracé
D'un longueur de 20,3 km, la ligne traverse Tokyo du sud-ouest au nord-est en passant dans les arrondissements de Meguro, Shibuya, Minato, Chiyoda, Chūō, Taitō, Arakawa et Adachi.
|  |

### Liste des stations
La ligne comporte 22 stations, identifiées de H-01 à H-22.
| Numéro | Station          | Nom japonais | Distance (km) | Correspondances | Arrondissement |
| ------ | ---------------- | ------------ | ------------- | --- | -------------- |
| H01    | Naka-Meguro      | 中目黒       | 0             | Tōkyū : Tōyoko | Meguro         |
| H02    | Ebisu            | 恵比寿       | 1,0           | JR East : Saikyō, Shōnan-Shinjuku, Yamanote | Shibuya        |
| H03    | Hiroo            | 広尾         | 2,5           | | Minato         |
| H04    | Roppongi         | 六本木       | 4,2           | Toei : Ōedo | Minato         |
| H05    | Kamiyachō        | 神谷町       | 5,7           | | Minato         |
| H06    | Toranomon Hills  | 虎ノ門ヒルズ | 6,5           | Tokyo Metro : Ginza (à Toranomon) | Minato         |
| H07    | Kasumigaseki     | 霞ケ関       | 7,0           | Tokyo Metro : Chiyoda, Marunouchi | Chiyoda        |
| H08    | Hibiya           | 日比谷       | 8,2           | Tokyo Metro : Chiyoda, Yūrakuchō (à Yūrakuchō) Toei : Mita JR East : Keihin-Tōhoku (à Yūrakuchō), Yamanote (à Yūrakuchō)                                      | Chiyoda        |
| H09    | Ginza            | 銀座         | 8,6           | Tokyo Metro : Ginza, Marunouchi | Chūō           |
| H10    | Higashi-Ginza    | 東銀座       | 9,0           | Toei : Asakusa | Chūō           |
| H11    | Tsukiji          | 築地         | 9,6           | | Chūō           |
| H12    | Hatchōbori       | 八丁堀       | 10,6          | JR East : Keiyō | Chūō           |
| H13    | Kayabachō        | 茅場町       | 11,1          | Tokyo Metro : Tōzai | Chūō           |
| H14    | Ningyōchō        | 人形町       | 12,0          | Toei : Asakusa | Chūō           |
| H15    | Kodemmachō       | 小伝馬町     | 12,6          | | Chūō           |
| H16    | Akihabara        | 秋葉原       | 13,5          | JR East : Chūō-Sōbu, Keihin-Tōhoku, Yamanote MIR : Tsukuba Express                                                                                            | Chiyoda        |
| H17    | Naka-Okachimachi | 仲御徒町     | 14,5          | Tokyo Metro : Ginza (à Ueno-Hirokōji) Toei : Ōedo (à Ueno-Okachimachi) JR East : Keihin-Tōhoku (à Okachimachi), Yamanote (à Okachimachi)                      | Taitō          |
| H18    | Ueno             | 上野         | 15,0          | Tokyo Metro : Ginza JR East Shinkansen : Akita, Jōetsu, Hokuriku, Tōhoku, Yamagata JR East : Jōban, Keihin-Tōhoku, Takasaki, Tōhoku, Yamanote Keisei : Keisei | Taitō          |
| H19    | Iriya            | 入谷         | 16,2          | | Taitō          |
| H20    | Minowa           | 三ノ輪       | 17,4          | Toei : Toden Arakawa (à Minowabashi) | Taitō          |
| H21    | Minami-Senju     | 南千住       | 18,2          | JR East : Jōban MIR : Tsukuba Express | Arakawa        |
| H22    | Kita-Senju       | 北千住       | 20,3          | Tokyo Metro : Chiyoda JR East : Jōban Tōbu : Skytree (interconnexion) MIR : Tsukuba Express                                                                   | Adachi         |

## Matériel roulant
La ligne Hibiya est parcourue par les trains des compagnies Tokyo Metro et Tōbu. Jusqu'en 2013, la ligne était également parcourue par les trains de la compagnie Tōkyū.

### Actuel

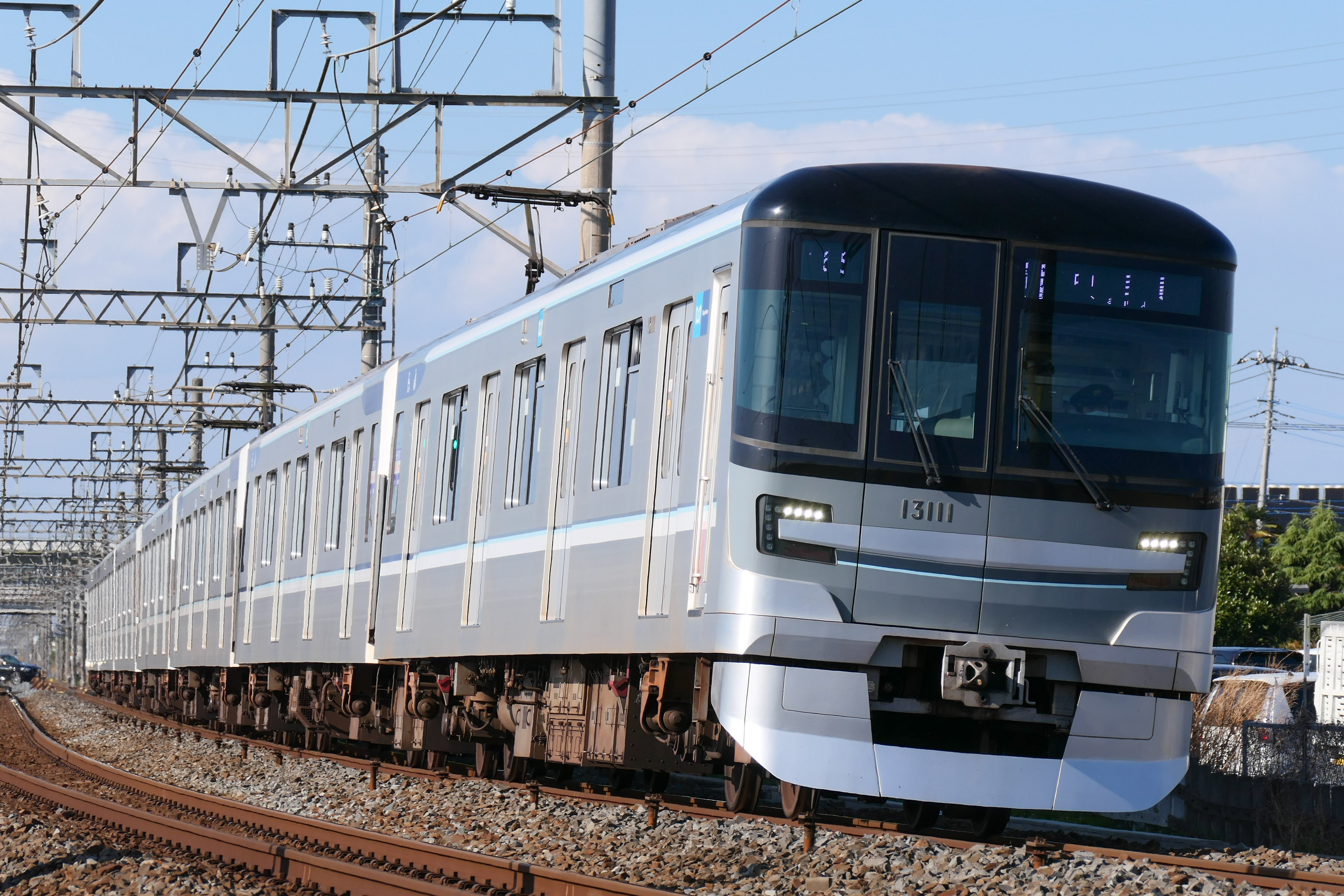
Tokyo Metro série 13000
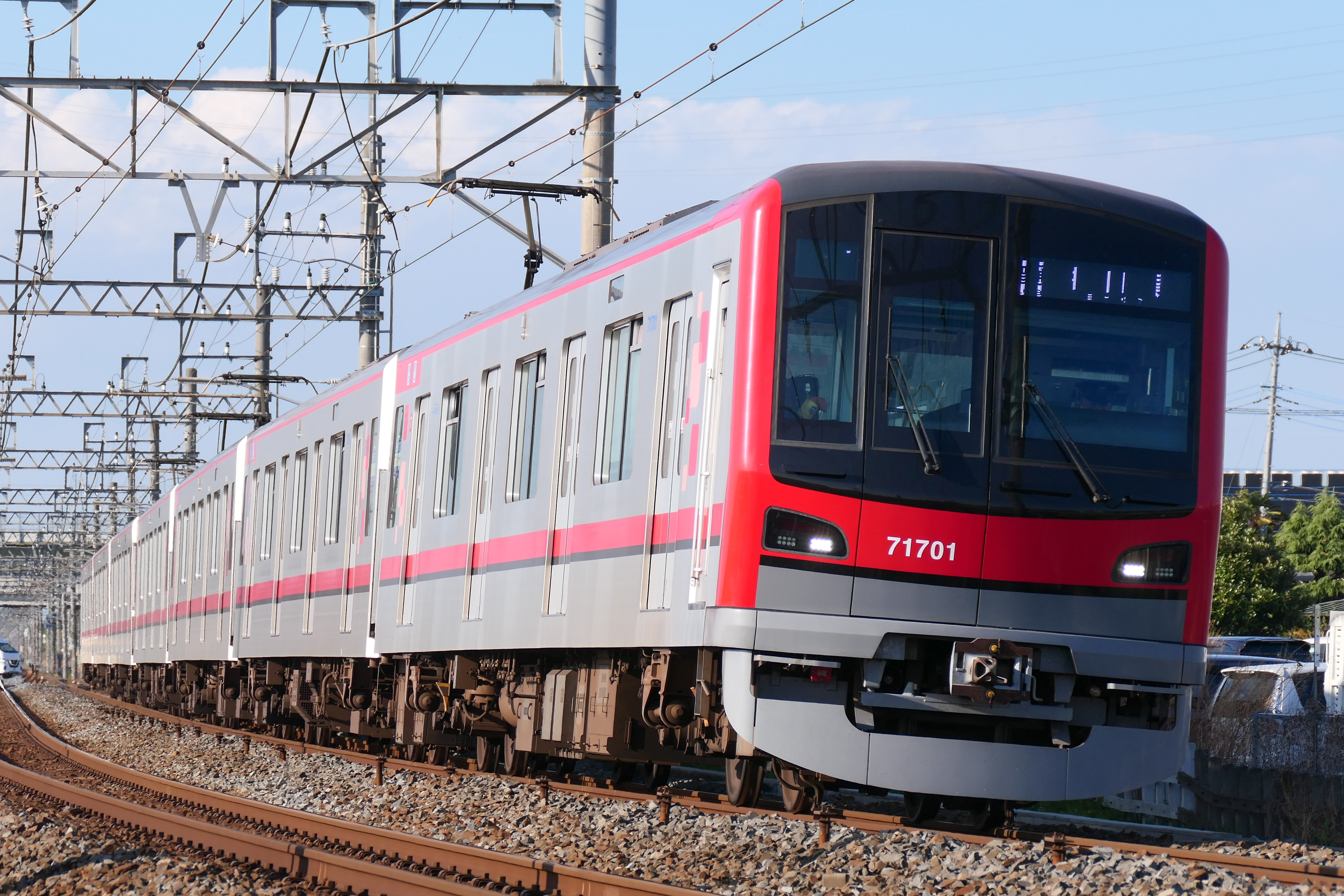
Tōbu série 70000

### Ancien

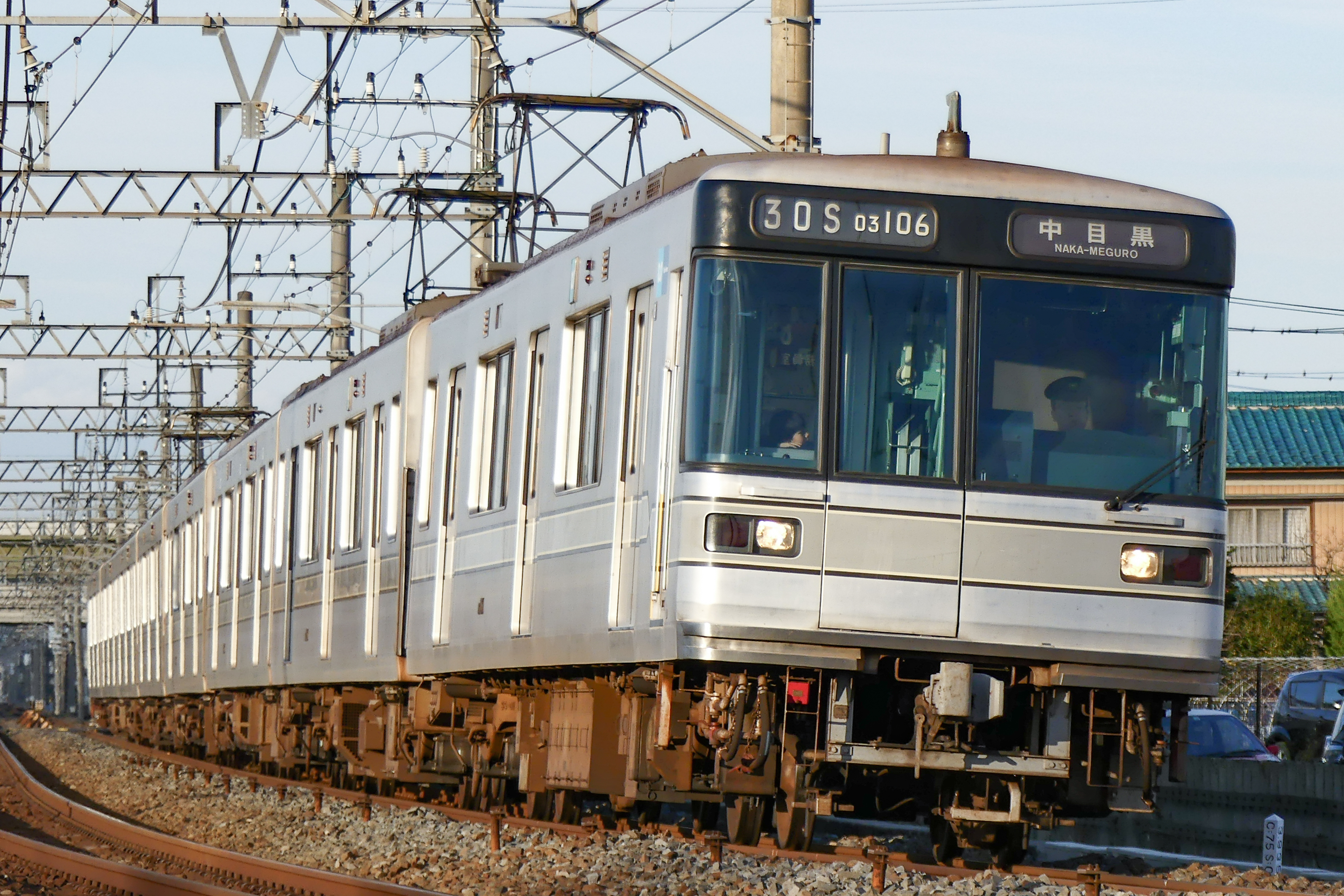
Tokyo Metro série 03
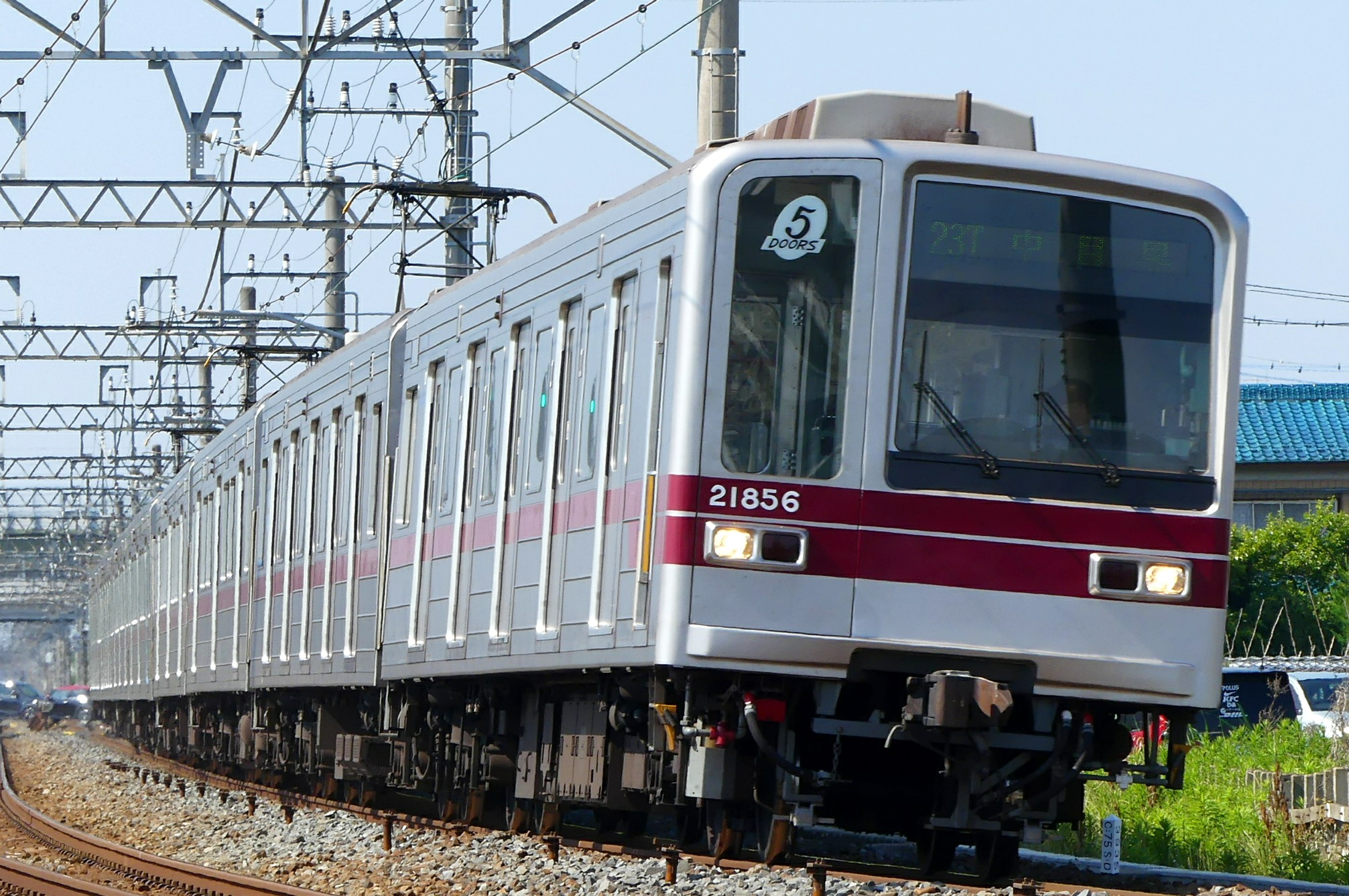
Tōbu série 20000
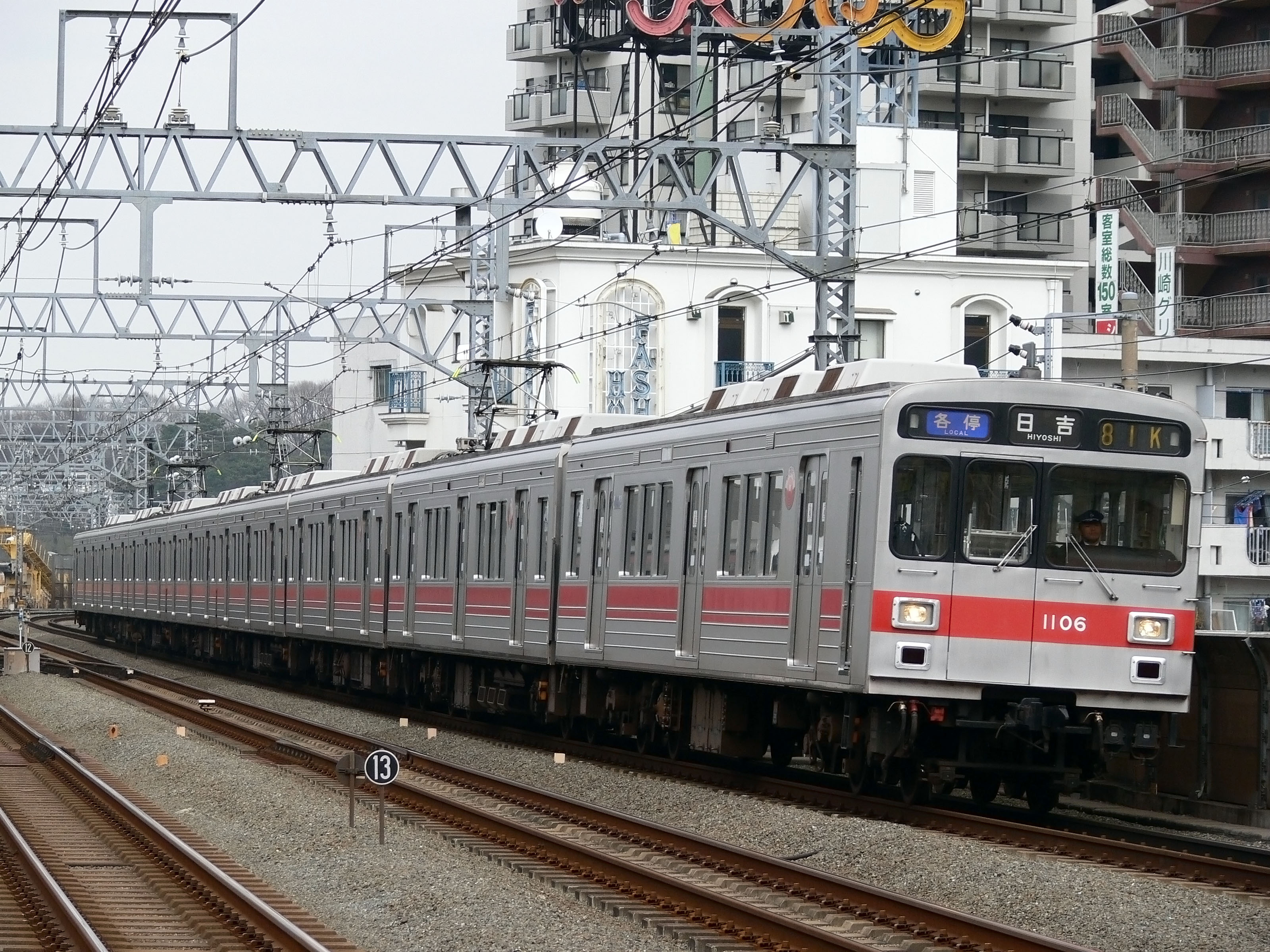
Tōkyū série 1000